# Ronald Janezic
Ronald Janezic (* 26. August 1968 in Neunkirchen in Niederösterreich) ist ein österreichischer Hornist.

## Leben
Ronald Janezic studierte ab 1983 bei Friedrich Gabler an der Hochschule für Musik und darstellende Kunst in Wien und bei Roland Berger sowie seinem Vater Willibald.
Janezic wurde am 1. Januar 1990 ins Staatsopernorchester aufgenommen und ist seit 1. Juli 1992 als Solohornist Mitglied der Wiener Philharmoniker, als Nachfolger von Roland Berger. Als Solist spielte er einige Solokonzerte mit den Wiener Philharmonikern ein, z. B. das Hornkonzert Nr. 2 von Richard Strauss. 2020 fand sein solistisches Spiel im Konzert von John Williams und den Wiener Philharmoniker Beachtung. Neben seiner Orchestertätigkeit ist er Mitglied in zahlreichen Ensembles, wie dem Philharmonischen Hornquartett Wien, dem Wiener Oktett und dem Ensemble Phil Blech.
Sein Bruder Florian Janezic (* 1971) ist ebenfalls Hornist sowie Hornpädagoge.

## Diskografie (Auszug)
- 1996: Emmanuel Chabrier – Larghetto Pour Cor Et Orchestre: Ronald Janezic (Horn), Wiener Philharmoniker, John Elliot Gardiner (Dirigent), Deutsche Grammophon (447751-2)
- 1997: Richard Strauss – Horn Concertos, Oboe Concerto, Duett-Concertino: Ronald Janezic (Horn), Wiener Philharmoniker, André Previn (Dirigent), Deutsche Grammophon (453483-2)
- 2003: Antonín Dvořák – Dvorak-Serenades: Wiener Philharmoniker, Myung-Whun Chung (Dirigent), Deutsche Grammophon (471623-2)